# Yangzhi Hu
Yangzhi Hu (chinesisch 养殖湖 ‚See der Landwirtschaft‘) ist ein See auf Fisher Island vor der Ingrid-Christensen-Küste des ostantarktischen Prinzessin-Elisabeth-Lands. Er liegt westnordwestlich des Ping Hu auf der Halbinsel Shanyangwei Bandao, dem nordwestlichen Ausläufer der Insel.
Chinesische Wissenschaftler benannten ihn 1992 im Zuge von Vermessungs- und Kartierungsarbeiten.